# Werner Steinbrink
Werner Steinbrink (även stavat Steinbrinck), född 19 april 1917 i Berlin, död 18 augusti 1942 i Plötzenseefängelset i Berlin, var en tysk kommunistisk aktivist och medlem av en motståndsgrupp som bildats av Herbert Baum (1912–1942).

## Biografi
Werner Steinbrink föddes år 1917 i en arbetarklassfamilj i Berlin-Neukölln. Han gick 1933 med i Tysklands kommunistiska ungdomsförbund och var en tid redaktör för en illegal kommunistisk tidning. Han greps 1936 av de nazistiska myndigheterna, men han släpptes i brist på bevis. När andra världskriget bröt ut i september 1939 inkallades Steinbrink till Wehrmacht som kemitekniker. Året därpå blev han medlem i en motståndsgrupp som leddes av Hans-Georg Vötter (1901–1943) i Berlin-Britz; i samband med detta träffade han Hildegard Jadamowitz (1916–1942), som senare blev hans fästmö. Senare anslöt sig paret till Herbert Baums motståndsgrupp.
I maj 1942 företog gruppen ett brandattentat mot den nazistiska propagandautställningen Das Sowjet-Paradies, vilken attackerade den påstådda judebolsjevismen i Sovjetunionen. Medlemmarna greps av Gestapo och ställdes i juli samma år inför Volksgerichtshof och dömdes till döden genom halshuggning. Tidigt på morgonen den 18 augusti avrättades Steinbrink och därefter Jadamowitz.